# A Minha Sogra É uma Bruxa
A Minha Sogra é uma Bruxa é uma série de televisão portuguesa de comédia criada por Henrique Oliveira e produzida pela HOP!. A série estreou a 8 de setembro de 2002 e terminou a 4 de março de 2006, na RTP1.

## Sinopse
| Temporada | Temporada | Episódios | Episódios | Originalmente exibido | Originalmente exibido |
| Temporada | Temporada | Episódios | Episódios | Estreia da temporada  | Final da temporada    |
| --------- | --------- | --------- | --------- | --------------------- | --------------------- |
|           | 1         | 26        | 26        | 8 de setembro de 2002 | 8 de junho de 2003    |
|           | 2         | 26        | 26        | 2 de outubro de 2004  | 4 de março de 2006    |

Elvira é a sogra de Alberto e detestam-se mutuamente por culpa de Elvira. Muitas vezes, desesperado, Alberto diz que "a minha sogra é uma bruxa", longe de saber que, na realidade, Elvira é mesmo uma bruxa.
Alberto é casado com Amanda, filha de Elvira, e são um casal feliz. Amanda também era feiticeira, mas perdeu os seus poderes quando se casou Alberto, por ele ser um "muggle", um comum mortal. No entanto, não está arrependida da sua opção, bem pelo contrário, já que está apaixonada pelo marido e o seu objetivo é levar uma "vida normal". O casal tem dois filhos (Magda, uma rapariga de 14 anos e Edgar, um rapaz de 10 anos) que, obviamente, herdaram os poderes de feitiçaria pelo lado materno.
Amanda tenta a todo o custo evitar que o marido descubra que os filhos e a sogra são feiticeiros e que ela própria também já foi. Fez os filhos prometerem-lhe que nunca contariam nada ao pai sobre o assunto e ensina-os a só usarem os seus poderes mágicos em caso de extrema necessidade.
Elvira, por seu lado, não se conforma com o facto de a filha ter perdido os seus poderes pelo facto de se ter casado com um "muggle", e que ainda por cima (acha ela) é um inútil que nunca poderá proporcionar a Amanda uma vida de luxo e fausto. Tenta a todo o custo separar a filha do genro, para que Amanda se possa casar com Horácio (um conquistador barato), o filho do rico Bruxo-Mestre, e assim recuperar os seus poderes de feiticeira e ser rica. Elvira, que adora os netos, é também a sua professora de feitiçaria, à revelia de Amanda e, obviamente, sem o conhecimento de Alberto.
Os netos, que também adoram a Avó, sempre que descobrem que Elvira está a tramar algo contra o pai, nunca permitem que isso aconteça. Apenas nesses casos usam os seus poderes contra ela.
Alberto é chefe de produção numa produtora de televisão (a BB Produções) e trabalha diretamente com Bárbara Braga, a diretora, uma mulher workaholic, determinada, agressiva, muito sexy. Bárbara obriga-o muitas vezes a trabalhar fora de horas, o que irrita Amanda e dá situações de comédia interessantes, com Elvira a criar desentendimentos entre a filha e o genro.
Em todas estas e outras situações, são quase sempre os miúdos que resolvem o caso com as suas feitiçarias, preservando a unidade dos pais, mas sem que o pai desconfie que eles são feiticeiros.
Existem também os vizinhos da casa ao lado. São um casal. Rosana (aliás Roxane, como ela gosta de ser conhecida), cabeleireira em casa, bisbilhoteira, consegue ver muitas vezes os feitiços que se passam na casa ao lado. Tenta que Acácio, o chato do marido (que está sempre pregado à televisão a fazer zapping e não se levanta do sofá para nada), também observe, mas este, incrédulo, nunca chega a tempo de ver nada e acha que Rosana é maluca.

## Elenco

### Elenco principal
| Ator/Atriz           | Personagem                    | Temporada       | Temporada       |
| Ator/Atriz           | Personagem                    | 1               | 2               |
| -------------------- | ----------------------------- | --------------- | --------------- |
| Rosa Lobato de Faria | Elvira                        | Principal       | Principal       |
| Fernando Luís        | Alberto Camelo                | Principal       | Principal       |
| Rita Blanco          | Amanda Camelo                 | Principal       | Principal       |
| Alexandra Negrão     | Magda Camelo                  | Principal       | Does not appear |
| Ana Maia             | Magda Camelo                  | Does not appear | Principal       |
| Pedro Rascão         | Edgar Camelo                  | Principal       | Does not appear |
| Tiago Fernandes      | Edgar Camelo                  | Does not appear | Principal       |
| Elsa Raposo          | Bárbara Braga                 | Principal       | Does not appear |
| Rosa Bella           | Bárbara Braga                 | Does not appear | Principal       |
| António Cordeiro     | Acácio Pereira                | Principal       | Principal       |
| Ana Bustorff         | Rute Rossana «Roxane» Pereira | Principal       | Principal       |

### Elenco adicional
- Mariana Centeno como Nuxa da Silva, a secretária da BB Produções. Na segunda temporada, a personagem é interpretada por Raquel Hermano.
- Guida Ascensão como Matilde

## Episódios

### 1.ª temporada (2002-03)
| N.º na série | N.º na temp. | Título                               | Dirigido por         | Escrito por                             | Exibição original      |
| --- | ------------ | ------------------------------------ | -------------------- | --------------------------------------- | ---------------------- |
| 1 | 1            | "Parabéns Amanda"                    | Henrique Oliveira    | Henrique Oliveira                       | 8 de setembro de 2002  |
| Devido a um problema entre as duas actrizes da série "As Gémeas", Alberto vê-se impedido de ir ao jantar de aniversário de Amanda. Elvira vê neste imprevisto mais uma oportunidade para separar Amanda de Alberto, e convida então a sua filha para um jantar muito especial... Participação especial: Jorge Sequerra como Horácio; Inês Stilwell como Susana; Ana Stilwell como Margarida |              |                                      |                      |                                         |                        |
| 2 | 2            | "Uma Bruxa Moderna"                  | Henrique Oliveira    | Henrique Oliveira                       | 13 de outubro de 2002  |
| Elvira, transformada em Jessica Coelho, uma bruxa moderna, é convidada para ir ao "Ver p'ra Crer". Ela quer mudar a opinião negativa quee a maioria das pessoas tem acerca das bruxas... Mas a sua verdadeira finalidade é outra: fazer o seu genro Alberto desaparecer para sempre da vida da sua filha! Participação especial: Rosa Bella como Jéssica Coelho e Jorge Gabriel como Ele mesmo |              |                                      |                      |                                         |                        |
| 3 | 3            | "Um Caso Peludo"                     | António Figueirinhas | Rodrigo Freitas                         | 1 de novembro de 2002  |
| Quando Elvira descobre que Alberto não vai dar em sua casa a tradicional festa de Halloween, a Noite das Bruxas, fica furiosa e decide vingar-se do seu genro, fazendo-lhe um feitiço que lhe fará crescer interminavelmente a sua barba e cabelo. Ao mesmo tempo, um perigoso criminoso, evade-se da cadeia acabando por se refugiar em casa de Rosana e Acácio. Quando o feitiço de Elvira começa a dar efeito, a confusão instala-se rapidamente. Participação especial: João Cabral como Zé Cabelos |              |                                      |                      |                                         |                        |
| 4 | 4            | "ROXANE eVIDENTEmente"               | António Figueirinhas | Rodrigo Freitas e Henrique Oliveira     | 2 de novembro de 2002  |
| Depois de uma conversa com Amanda, Rosana acha que tem poderes de médium e decide abrir em sua casa um salão de Cabeleira e Vidente. Entretanto, Magda e Edgar vão ter de fazer em casa o seu exame de "feitiçarias caseiras"... Amanda tem então de arranjar uma maneira de afastar Alberto e convence-o a ir para casa de Roxane, para que ela lhe preveja o futuro. Participação especial: Canto e Castro como Bruxo |              |                                      |                      |                                         |                        |
| 5 | 5            | "Um Cocktail… Superrr!!!"            | Henrique Oliveira    | João Vieira e Henrique Oliveira         | 9 de novembro de 2002  |
| Alberto tem de convencer um famoso artista brasileiro de telenovelas a assinar um contrato para uma futura série da produtora. Tudo parece correr como o planeado, até que a Elvira transformada em Amanda, resolve ir buscar o ator galã ao aeroporto... Participação especial: Anabela Monteiro como Liliana; Gonçalo Diniz como Fábio Bolittieri |              |                                      |                      |                                         |                        |
| 6 | 6            | "Até os Tolos se Apaixonam"          | António Figueirinhas | João Vieira e Henrique Oliveira         | 16 de novembro de 2002 |
| Para fazer um favor a um velho amigo de família, Bárbara decide fazer um anúncio a um perfume na produtora. Alberto é incumbido de procurar o rosto de uma rapariga para a imagem de marca. Elvira aproveita para enfeitiçar o perfume de forma a que Alberto e a modelo fiquem apaixonados... Participação especial: Rute Marques como Débora; Igor Sampaio como Dr. Célio |              |                                      |                      |                                         |                        |
| 7 | 7            | "Uma Noite Calma"                    | Henrique Oliveira    | João Vieira e Henrique Oliveira         | 23 de novembro de 2002 |
| Para festejar 15 anos de casamento, Amanda reserva uma mesa no "Le Perroquet" para um jantar íntimo com Alberto. Exatamente à mesma hora é transmitido o jogo da final da taça nacional de futebol na televisão... Amanda pede a Acácio a Rosana para ficarem a tomar conta dos miúdos mas acaba por acontecer o contrário. Participação especial: António Feio como Lelo; José Pedro Gomes como Tóni; Alberto Villar como Bruxo |              |                                      |                      |                                         |                        |
| 8 | 8            | "A Visita da Tia Umbelina"           | António Figueirinhas | João Vieira e José Luis Leitão          | 30 de novembro de 2002 |
| Quando Elvira resolve trazer a sua tia amalucada para passar uns dias em casa de Amanda, tudo parece que vai dar em confusão. A tia Umbelina está insatisfeita com o seu aspeto de bruxa e tem vontade de mudar para um ar mais moderno. Rosana resolve ajudar, mas em troca de um pequeno favor... Participação especial: Manuela Cassola como Umbelina |              |                                      |                      |                                         |                        |
| 9 | 9            | "É dos Carecas que Elas Gostam Mais" | António Figueirinhas | Rodrigo Freitas                         | 7 de dezembro de 2002  |
| Enquanto Roxane vai pedir ajuda a Amanda porque desconfia que Acácio tem um caso, Elvira tenta convencer a sua filha de que entre Alberto e Bárbara existe mais do que uma simples relação profissional. Amanda não acredita no que sua mãe lhe diz, mas Elvira está disposta a prová-lo, nem que para isso tenha de dar uma boa ajuda. |              |                                      |                      |                                         |                        |
| 10 | 10           | "O Medalhão da Verdade"              | Henrique Oliveira    | Rodrigo Freitas e Henrique Oliveira     | 14 de dezembro de 2002 |
| Elvira fica furiosa quando descobre que não foi convidada para um jantar que Amanda vai oferecer aos sogros. No entanto, com a intervenção de Magda e Edgar, e mesmo sem estar convidada, Elvira comparece ao jantar e decide que essa noite será ideal para Amanda ficar a saber a verdade acerca de Natália, a mãe de Alberto. Para isso usa o "Medalhão da Verdade", mas a verdade nem sempre é a que esperamos. Participação especial: Catarina Avelar como Natália Camelo; Luís Zagallo como Afonso Camelo |              |                                      |                      |                                         |                        |
| 11 | 11           | "Vida de Cão!"                       | António Figueirinhas | João Vieira e Henrique Oliveira         | 21 de dezembro de 2002 |
| Alberto é encarregado de tomar conta de um grupo coral de cães que vão actuar no programa "Ver p'ra Crer". Os animais estão treinados somente para cantar músicas do pianista Richard Clayderman. Mas, quando Elvira intervém, os cachorrinhos passam a cantar algo de muito diferente... Participação especial: Jorge Gabriel como Ele mesmo |              |                                      |                      |                                         |                        |
| 12 | 12           | "O Grande Roudini"                   | António Figueirinhas | Rodrigo Freitas e Henrique Oliveira     | 23 de dezembro de 2002 |
| Alberto, caso não consiga arranjar um grande ilusionista para aumentar as audiências do "Ver p'ra Crer", corre o risco de perder o seu emprego. Elvira sabendo deste problema, sugere ao seu genro que contrate um amigo dela, o Grande Roudini — um bruxo que se disfarça de ilusionista para poder fazer feitiços... Mas esta sugestão, esconde as verdadeiras intenções de Elvira! Participação especial: Amélia Videira como Ermengarda; Jorge Gabriel como Ele mesmo; Marques d'Arede como Roudini |              |                                      |                      |                                         |                        |
| 13 | 13           | "Um Natal Embruxado"                 | António Figueirinhas | Henrique Oliveira                       | 25 de dezembro de 2002 |
| Alberto contrata uma pessoa para fazer de Pai Natal e ir à meia-noite a sua casa entregar os presentes. No entanto, Elvira está disposta a estragar a noite de Natal ao seu genro, nem que para isso tenha de trazer o verdadeiro Pai Natal a casa da sua filha. Participação especial: Luis Alberto como Sr. Fonseca |              |                                      |                      |                                         |                        |
| 14 | 14           | "Os Invasores do Espaço Sideral"     | Henrique Oliveira    | João Vieira e Henrique Oliveira         | 28 de dezembro de 2002 |
| Três extraterrestres, do planeta Plutão, decidem invadir o planeta Terra. Amanda está em casa à espera de três atores que Alberto enviou para fazerem um casting para uma série de ficção científica. Quando os extraterrestres tocam à porta de Amanda, esta recebe-os "humanamente"... Participação especial: Marina Albuquerque como ET Brenda; André Maia como ET Marlon; Philipe Leroux como ET Comandante; David Almeida como Mini ET Comandante |              |                                      |                      |                                         |                        |
| 15 | 15           | "Se Uma Sogra Incomoda Muita Gente…" | António Figueirinhas | Rodrigo Freitas e Henrique Oliveira     | 29 de dezembro de 2002 |
| Alberto decide organizar uma despedida de solteiro ao seu melhor amigo, João Carlos, mas para isso tem de desmarcar um jantar romântico combinado com Amanda. Quando Elvira tem conhecimento deste facto, vê nesta despedida de solteiro uma ótima ocasião para provocar a separação de Alberto e Amanda. Participação especial: Helena Isabel como Noémia; Márcia Breia como Séfora; Carla Salgueiro como Cláudia; João Didelet como João Carlos |              |                                      |                      |                                         |                        |
| 16 | 16           | "Ágata Borralheira"                  | Henrique Oliveira    | Rodrigo Freitas e Henrique Oliveira     | 4 de janeiro de 2003   |
| Alberto tem de arranjar para o "Ver p'ra Crer" alguém com hábitos bastante especiais. Entretanto, em casa de Amanda, Elvira exemplifica alguns feitiços aos seus netos, transformando a gata Ágata numa bonita rapariga que, no entanto, conserva o seu comportamento felino. Quando Alberto chega a casa e vê os comportamentos de Ágata, descobre a convidada ideal para o programa dessa noite. Elvira vê então uma ótima oportunidade de fazer com que Alberto seja despedido da produtora. Participação especial: Neuza como Ágata Borralheira; Jorge Gabriel como Ele mesmo; Manuel Castro e Silva como Pereira Gomes |              |                                      |                      |                                         |                        |
| 17 | 17           | "O Marido de Barbie"                 | António Figueirinhas | Maria Luis Oliveira e Henrique Oliveira | 11 de janeiro de 2003  |
| Bárbara tem de arranjar alguém que faça de seu marido e que a acompanhe a um jantar de negócios com Heinz Fritz, um senhor bastante conservador, director de um Banco que vai conceder um empréstimo à BB Produções. Após uma enorme insistência da parte de Bárbara, Alberto dispõe-se a fazer esse papel, sem no entanto contar nada a Amanda. Simultaneamente, Ermengarda desconfia que Elvira se vai encontrar com um mortal, o que poderá fazer com que ela perca os seus poderes e vai ter com Amanda, para que esta a ajude em relação à sua irmã. Participação especial: Amélia Videira como Ermengarda; Francisco Pestana como Heinz Fritz |              |                                      |                      |                                         |                        |
| 18 | 18           | "Ninguém Gosta de Mim!"              | António Figueirinhas | João Vieira e Henrique Oliveira         | 1 de fevereiro de 2003 |
| Alberto sonha durante a noite que ninguém gosta dele. Quando acorda de manhã repara que o seu pesadelo se tornou realidade. Participação especial: Rui Sérgio como Dr. Sérgio Guedes |              |                                      |                      |                                         |                        |
| 19 | 19           | "O Aniversário de Magda"             | António Figueirinhas | João Vieira e Henrique Oliveira         | 9 de março de 2003     |
| Magda convida um rapaz por quem está apaixonada para a sua festa de anos. Este ignora-a durante toda a festa, e Magda resolve então lançar-lhe um feitiço para que ele se apaixone por ela. Mas arrepende-se rapidamente... Participação especial: Francisco Garcia como Bernardo |              |                                      |                      |                                         |                        |
| 20 | 20           | "Há Males que Vêm por Bem"           | António Figueirinhas | Rodrigo Freitas e Henrique Oliveira     | 20 de abril de 2003    |
| Quando Alberto chega à BB Produções para mais um dia de trabalho descobre que Bárbara contratou Leopoldo, um Diretor de Produção extremamente eficiente, com o fim de poder comparar o trabalho desenvolvido pelos dois. Nesse mesmo dia e devido a algumas situações menos claras, Alberto acaba por ser despedido, vendo-se então obrigado a pensar juntamente com Amanda, num novo modo de vida. Mas, como o ditado diz: "Há Males que Vêm por Bem". Participação especial: Ricardo Pereira como Leopoldo |              |                                      |                      |                                         |                        |
| 21 | 21           | "O Par do Ano"                       | António Figueirinhas | Rodrigo Freitas e Henrique Oliveira     | 26 de abril de 2003    |
| Farta das discussões contínuas e repetitivas entre Elvira e Alberto, Amanda pede a Magda e Edgar que façam um feitiço à avó para que ela e o pai se passem a dar bem. A partir daí, a relação de amizade entre os dois fica a ser de tal maneira forte e intensa, que Alberto se começa a esquecer da sua própria família o que naturalmente desagrada a Amanda. |              |                                      |                      |                                         |                        |
| 22 | 22           | "Uma Família de Sonho"               | António Figueirinhas | João Vieira e Henrique Oliveira         | 10 de maio de 2003     |
| Elvira resolve contar toda a verdade a Alberto. Este fica em estado de choque ao descobrir que a sua sogra é mesmo uma bruxa e que os seus filhos também são feiticeiros... |              |                                      |                      |                                         |                        |
| 23 | 23           | "Um Génio de Sogra"                  | António Figueirinhas | João Vieira e Henrique Oliveira         | 17 de maio de 2003     |
| Ao descobrir que a sua sogra está a pensar mudar-se para o ninho de amor do casal, Acácio entra em pânico. Até que Elvira resolve pregar mais uma das suas, deixando a mãe de Rosana confusa e com sérias duvidas em mudar de casa... Participação especial: Ana Bola como Deolinda |              |                                      |                      |                                         |                        |
| 24 | 24           | "Regresso ao Passado"                | António Figueirinhas | Rodrigo Freitas e Henrique Oliveira     | 31 de maio de 2003     |
| Elvira volta ao passado para impedir que Alberto e Amanda se conheçam. Ao descobrirem que a avó mudou o destino da mãe, Edgar e Magda regressam igualmente ao passado para fazer com que os pais se voltem a encontrar... Participação especial: Jorge Sequerra como Horácio; Sofia Grillo como Carla; Nair Santos como Aleina; Diogo Norte como César |              |                                      |                      |                                         |                        |
| 25 | 25           | "Caça à Bruxa"                       | António Figueirinhas | Rodrigo Freitas e Henrique Oliveira     | 7 de junho de 2003     |
| Rosana contrata um Detective Particular da agência "Olho Vivo", para que a ajude a obter as provas necessárias de que Elvira é na realidade uma bruxa, de forma a conseguir finalmente convencer Acácio de que não é maluca. Mas, embora Rosana continue a observar a partir da sua janela os feitiços que Elvira vai fazendo, a obtenção de provas por parte do detective não vai ser uma tarefa fácil. - Este é o último episódio em que Alexandra Negrão, Pedro Rascão e Elsa Raposo interpretam as personagens Magda, Edgar e Bárbara, respetivamente. Participação especial: Pedro Alpiarça como Neca Tremoço |              |                                      |                      |                                         |                        |
| 26 | 26           | "O Meu Sogro é um Bruxo"             | António Figueirinhas | Rodrigo Freitas e Henrique Oliveira     | 8 de junho de 2003     |
| Como Adolfo, o pai de Amanda e ex-marido de Elvira, nunca quis conhecer o seu genro devido ao facto dele ser humano, Amanda aproveita a ocasião da sua visita anual aos netos para tentar fazer com que o seu pai conheça finalmente Alberto, o seu marido. Enquanto Elvira acha que Adolfo o vai detestar, Amanda acha precisamente o contrário. Quando Adolfo finalmente conhece (ou pensa que conhece) o seu genro, descobre que na verdade que tinha razão era... Elvira. - Este é o primeiro episódio em que Ana Maia, Tiago Fernandes e Rosa Bella interpretam as personagens Magda, Edgar e Bárbara, respetivamente. - É desconhecido o motivo deste episódio estar erradamente numerado pela RTP como parte da primeira temporada, quando se trata de um dos episódios da segunda temporada. Participação especial: Rui Mendes como Adolfo |              |                                      |                      |                                         |                        |

### 2.ª temporada (2004-06)
| N.º na série | N.º na temp. | Título                                 | Dirigido por         | Escrito por                                              | Exibição original       |
| --- | ------------ | -------------------------------------- | -------------------- | -------------------------------------------------------- | ----------------------- |
| 27 | 1            | "Tratamento de Choque!"                | António Figueirinhas | Rodrigo Freitas e Henrique Oliveira                      | 2 de outubro de 2004    |
| Enquanto Rosana arranja o cabelo a Amanda e devido a um motivo pouco claro, as suas personalidades invertem-se completamente. Rosana começa a falar de uma maneira correcta e a querer escrever histórias para crianças, e Amanda passa a querer ser cabeleireira e a trocar tudo o que diz. Entretanto Alberto está a produzir um "Ver p'ra Crer" em que o tema é a troca de personalidades... E Alberto nem sequer vai precisar de procurar convidadas... Participação especial: Daniel Oliveira como Ele mesmo                                                                                      |              |                                        |                      |                                                          |                         |
| 28 | 2            | "Perucas e Puxadores"                  | António Figueirinhas | Rodrigo Freitas e Henrique Oliveira                      | 5 de outubro de 2004    |
| Amanda recebe em sua casa a visita inesperada da sua tia Genoveva, uma bruxa velhinha e simpática, mas um pouco distraída e desastrada, que se faz sempre acompanhar da sua estranha coleção de puxadores de portas. Entretanto, Alberto vai a sua casa buscar uma convidada para o "Ver p'ra Crer". Só que quem acaba por ir parar ao programa é nem mais nem menos, do que a própria Tia Genoveva! Participação especial: Adelaide João como Genoveva; Daniel Oliveira como Ele mesmo; Maria Henrique como Rosalina                                                                                  |              |                                        |                      |                                                          |                         |
| 29 | 3            | "Amanda a Dobrar"                      | António Figueirinhas | Rodrigo Freitas e Henrique Oliveira                      | 16 de outubro de 2004   |
| Os Pais de Alberto vão novamente jantar a casa do filho. Devido à má relação que Elvira tem com a mãe de Alberto, Amanda não convida a mãe para o jantar. Para se vingar desta afronta, e com a finalidade de provocar o divórcio entre Amanda e Alberto, Elvira resolve por em ação um plano diabólico. Nessa noite ao jantar, não haverá uma mas sim duas... Amandas! Participação especial: Catarina Avelar como Natália Camelo; Luís Zagalo como Afonso Camelo |              |                                        |                      |                                                          |                         |
| 30 | 4            | "Mania da Perseguição"                 | António Figueirinhas | Rodrigo Freitas e Henrique Oliveira                      | 23 de outubro de 2004   |
| Elvira ouve uma conversa em que o seu genro Alberto confessa a um psicólogo que irá participar no Ver P¿ra Crer, que se algum dia sofresse da mania da perseguição em relação à sua sogra, o melhor seria interná-lo num manicómio pois iria ficar completamente maluco. Elvira então resolve dar uma pequena ajuda ao genro... mas no final, quem irá precisar de ajuda, não será Alberto... Participação especial: Rui Sérgio como Dr. Sérgio Guedes |              |                                        |                      |                                                          |                         |
| 31 | 5            | "Mãe, há só… Duas"                     | António Figueirinhas | Rodrigo Freitas e Henrique Oliveira                      | 30 de outubro de 2004   |
| Depois de ouvir Alberto e Acácio a conversarem sobre as suas mulheres, Elvira enfeitiça o seu genro, fazendo com que ele passe a ter comportamentos e atitudes de mulher. Entretanto, dois elementos do conselho directivo da escola de Magda e Edgar, vão a casa de Alberto verificar o ambiente familiar em que os miúdos estão inseridos. Amanda tem de sair e quem acaba por receber os elementos do conselho directivo é Alberto, que então desempenha na perfeição o seu papel de... Mãe! Participação especial: Custódia Gallego como Prof. Gustava dos Prazeres; Paulo Matos como Prof. Sérgio |              |                                        |                      |                                                          |                         |
| 32 | 6            | "O Fantasma Endiabrado"                | António Figueirinhas | Rodrigo Freitas e Henrique Oliveira                      | 1 de novembro de 2004   |
| Amanda prepara juntamente com o Dr. Eugénio o seu editor, o lançamento do seu novo livro "O Fantasma Endiabrado". Alberto, está encarregado do discurso de apresentação e prepara uma surpresa para tornar a sua apresentação mais interessante. Por sua vez o Dr. Eugénio, o editor, também tem uma surpresa preparada para Alberto. No entanto, Elvira irá ter uma surpresa para todos... e o fantasma endiabrado vai mesmo atacar! Participação especial: Guilherme Filipe como Dr. Eugénio |              |                                        |                      |                                                          |                         |
| 33 | 7            | "Barbie Noiva"                         | António Figueirinhas | Rodrigo Freitas e Henrique Oliveira                      | 6 de novembro de 2004   |
| Bárbara vai jantar a casa da família Camelo com o seu noivo, um jovem atlético de nome Ricardo, para que Amanda e Alberto o fiquem a conhecer. Elvira, como vingança de não ter sido convidada para o jantar e com o objectivo de separar a sua filha de Alberto, enfeitiça Amanda fazendo com que ela se sinta bastante atraída pelo noivo de Bárbara. Quando Bárbara se apercebe da situação, tenta provocar ciúmes a Ricardo aproximando-se de Alberto. Só que Ricardo não é bem aquilo que dizia ser... Participação especial: Eurico Lopes como Ricardo                                           |              |                                        |                      |                                                          |                         |
| 34 | 8            | "Mãezinha, Eu Moro ao Lado"            | António Figueirinhas | Rodrigo Freitas e Henrique Oliveira                      | 13 de novembro de 2004  |
| Acácio, o marido de Roxane, sempre mentiu à sua mãe acerca da realidade da sua vida. Quando recebe a notícia de que ela o vem visitar e sabendo que os vizinhos vão alguns dias para fora, resolve fingir que a casa da Família Camelo é a sua casa, mudando-se para lá com Roxane. Só que Elvira vai fazer com que Alberto e Amanda, antecipem a sua vinda para casa e apanhem os seus vizinhos em flagrante. Participação especial: Anita Guerreiro como Mãe do Acácio |              |                                        |                      |                                                          |                         |
| 35 | 9            | "Zázá Jet-Set"                         | António Figueirinhas | Maria Luis Oliveira, Rodrigo Freitas e Henrique Oliveira | 27 de novembro de 2004  |
| Bárbara conversa com Alberto sobre a realização de um programa acerca do Jet Set e acaba por descobrir que a famosa Zázá Paço D'Arcos, a rainha do Jet Set, é nem mais nem menos do que irmã de Amanda. Obriga então Alberto a convidar a cunhada para participar no "Ver p'ra Crer", convite que ela imediata e estranhamente aceita. Só que nem os planos de Bárbara nem os de Zázá, são exactamente os esperados. Participação especial: Vera Alves como Zázá Paço D'Arcos; Daniel Oliveira como Ele mesmo                                                                                          |              |                                        |                      |                                                          |                         |
| 36 | 10           | "Uma Bruxa de Cabelos em Pé"           | António Figueirinhas | Rodrigo Freitas e Henrique Oliveira                      | 8 de janeiro de 2005    |
| Alberto tem de preparar o estúdio do "Ver p'ra Crer", para receber o cabeleireiro mais famoso do mundo. Desconhecedor do que é necessário para esse fim, pede ajuda a Roxane, a sua vizinha cabeleireira. Mas a ajuda de Roxane irá muito mais longe, acabando por deixar ficar uma bruxa de cabelos em pé. Participação especial: Daniel Oliveira como Ele mesmo |              |                                        |                      |                                                          |                         |
| 37 | 11           | "Bruxo por um Dia"                     | António Figueirinhas | Rodrigo Freitas e Henrique Oliveira                      | 15 de janeiro de 2005   |
| Elvira resolve dar a Alberto poderes de bruxo. Quando Alberto descobre que tem poderes e que com eles pode fazer praticamente tudo o que quiser, começa a utilizá-los indiscriminadamente. No entanto, Elvira irá descobrir a razão pela qual é melhor que o seu genro seja um simples humano. |              |                                        |                      |                                                          |                         |
| 38 | 12           | "Um Caso Hipnotizante"                 | António Figueirinhas | João Vieira e Henrique Oliveira                          | 22 de janeiro de 2005   |
| Depois de um hipnotizador actuar no "Ver p'ra Crer", Elvira tem uma nova ideia para prejudicar o seu genro. Resolve então hipnotizá-lo, levando-o a fazer assaltos à produtora onde trabalha. Uma dupla de polícias um pouco fora do normal é então chamada a investigar os assaltos. Participação especial: João Lagarto como Prof. Mantra; José Boavida como Chefe, Pedro Alpiarça como Vítor |              |                                        |                      |                                                          |                         |
| 39 | 13           | "Uma Desgraça de Morrer a Rir"         | António Figueirinhas | João Vieira e Henrique Oliveira                          | 29 de janeiro de 2005   |
| O apresentador do "Ver p'ra Crer" adoece e Alberto vê-se obrigado a substituí-lo num programa em que o tema é 'Desgraças e Catástrofes da Vida'. Elvira vê neste facto uma oportunidade para fazer com que o genro seja despedido e faz-lhe um feitiço que o obriga a dizer uma piada sempre que ouve falar de coisas mais tristes. Será que Alberto irá ser mesmo despedido? |              |                                        |                      |                                                          |                         |
| 40 | 14           | "O Grande Conquistador"                | António Figueirinhas | Rodrigo Freitas e Henrique Oliveira                      | 5 de fevereiro de 2005  |
| Alberto arma-se em frente a Amanda dizendo-lhe que tem de convencer uma feminista acérrima a entrar no "Ver p'ra Crer", nem que para isso tenha de usar os seus dotes de Grande Conquistador. Elvira ouve a conversa e resolve dar uma ajuda ao seu genro... Só que nem sempre os feitiços de Elvira funcionam como ela desejaria. Participação especial: Sandra Roque como Dra. Alda Seco |              |                                        |                      |                                                          |                         |
| 41 | 15           | "O Grande Edgar"                       | António Figueirinhas | Paulo da Rosária e Henrique Oliveira                     | 19 de fevereiro de 2005 |
| Devido a um feitiço de Elvira, Alberto vai parar a uma cama de hospital, sendo impedido de ir a uma reunião importantíssima com um visitante espanhol na BB Produções. Para ajudar Alberto, Edgar transforma-se então no Pai, tomando o seu lugar nessa reunião. Será que Edgar consegue dar conta do recado? Participação especial: João Reis como Javier Jamon; Miguel Damião como Cientista; Patrícia Andrade como Professora; Sandra B. como Enfermeira |              |                                        |                      |                                                          |                         |
| 42 | 16           | "Os Caça-Bruxas"                       | António Figueirinhas | Rodrigo Freitas e Henrique Oliveira                      | 26 de fevereiro de 2005 |
| Alberto descobre um rato na despensa de sua casa e contrata imediatamente uma empresa de desinfestações para o eliminar. Simultaneamente, dois Caça Bruxas passam no seu carro em frente às casas de Amanda e Roxane, detectando nas suas aparelhagens super-sofisticadas a existência de uma bruxa nas proximidades. O único problema é que os aparelhos dos Caça Bruxas não conseguem determinar com exactidão em qual das duas casas se encontra a verdadeira bruxa... Participação especial: Fernando Mendes como Fat Boy; Carlos Areia como Slim                                                  |              |                                        |                      |                                                          |                         |
| 43 | 17           | "Aqui há Fantasma"                     | António Figueirinhas | Mariana Esteves e Henrique Oliveira                      | 7 de janeiro de 2006    |
| Contra a vontade de Amanda e dos seus filhos, Alberto decide que está na hora de mudar de casa e coloca a sua casa à venda. Quando Bárbara o sabe, mostra-se imediatamente interessada em comprar a casa a Alberto. Só que Elvira vai utilizar esta situação para criar um novo conflito entre Alberto e Amanda. Será que é desta que Elvira vai conseguir separar Amanda de Alberto? |              |                                        |                      |                                                          |                         |
| 44 | 18           | "Um Peixe Chamado… Amandia!!!"         | António Figueirinhas | Rodrigo Freitas e Henrique Oliveira                      | 14 de janeiro de 2006   |
| Devido a um engano na execução de um feitiço, Magda e Edgar transformam Amanda num pequeno peixinho de aquário. Desconhecedor deste facto, Alberto chega a casa e achando que ter um peixe e uma gata na mesma casa não é uma boa ideia, decide oferecê-lo aos seus vizinhos, Roxane e Acácio. Só que quando Roxane descobre que o peixe fala, a confusão gera-se. Participação especial: Nair Santos como Roxyzita, Alexandre Carvalho como Cacinho e Rui Fernandes como Anão |              |                                        |                      |                                                          |                         |
| 45 | 19           | "Noite das Abóboras de Ouro"           | António Figueirinhas | Henrique Oliveira                                        | 21 de janeiro de 2006   |
| Alberto e Amanda têm de ir ao Perroquet assistir à entrega anual de prémios para os piores programas de televisão: A Gala das Abóboras d'Ouro. Simultaneamente, Magda é impedida de ir a uma festa de Halloween devido a ter de ficar em casa a tomar conta de Edgar, que está doente. Elvira convence então a sua neta para que esta na ausência dos seus pais, transfira a festa de Halloween para sua casa. Participação especial: Isabel Figueira como Apresentadora; Conchinha como Elvira Bruxinha                                                                                               |              |                                        |                      |                                                          |                         |
| 46 | 20           | "Querida, Estou Grávido!"              | António Figueirinhas | Miguel Salazar, Rodrigo Freitas e Henrique Oliveira      | 28 de janeiro de 2006   |
| Elvira ouve Alberto a dizer a Bárbara que na sua opinião as mulheres grávidas são umas pieguinhas e que se queixam por tudo e por nada sem razão nenhuma só para receberem mais atenções. Elvira resolve então fazer uma surpresa ao seu genro dando-lhe uma barriga de grávido. |              |                                        |                      |                                                          |                         |
| 47 | 21           | "Uma Empregada (quase) Perfeita…"      | António Figueirinhas | Mariana Esteves e Henrique Oliveira                      | 4 de fevereiro de 2006  |
| Depois de uma zanga com a sua mãe, Amanda pede a Magda e Edgar que tirem os poderes a Elvira proibindo-a também de estar com os seus netos. Elvira não consegue aceitar esta situação, até que vê um anúncio no jornal pedindo uma empregada doméstica. É então aí que Elvira decide ser uma empregada (im)perfeita! |              |                                        |                      |                                                          |                         |
| 48 | 22           | "A Guerra dos Sexos"                   | António Figueirinhas | Rodrigo Freitas e Henrique Oliveira                      | 11 de fevereiro de 2006 |
| Depois de terem uma pequena discussão sobre as capacidades de desempenharem as tarefas diárias um do outro, Alberto e Amanda decidem trocar de ocupações por um dia. Amanda terá então de ir trabalhar para a produtora, enquanto Alberto ficará a tratar das tarefas de casa e a acabar de escrever um livro de Amanda. Qual dos dois irá ganhar esta verdadeira Guerra dos Sexos? |              |                                        |                      |                                                          |                         |
| 49 | 23           | "Elvira, o Pai Natal"                  | António Figueirinhas | Mariana Esteves e Henrique Oliveira                      | 18 de fevereiro de 2006 |
| Como habitualmente acontece em todos os natais, Alberto contrata um homem para ir a sua casa fazer de Pai Natal e entregar as prendas aos seus filhos Magda e Edgar. Ao mesmo tempo, Elvira decide que se quer divertir na noite do ano que mais detesta, a Noite de Natal. Elvira tem então a grande ideia de raptar o falso Pai Natal contratado por Alberto. Só que as ideias de Elvira para estragar a Noite de Natal não se ficam por aqui. Participação especial: Acácio Martins como Nicolau |              |                                        |                      |                                                          |                         |
| 50 | 24           | "Sansão e Dalila"                      | António Figueirinhas | Rodrigo Freitas e Henrique Oliveira                      | 25 de fevereiro de 2006 |
| Dalila é uma ex-namorada de Alberto que para assinar um contrato de patrocínio para o "Ver p'ra Crer", lhe impõe uma condição: Alberto terá de ir jantar com ela como nos 'bons velhos tempos'. Alberto convence então Dalila a ir jantar a sua casa, só que o encontro de Amanda com uma ex-namorada de Alberto não será o melhor. Entretanto Elvira mesmo sem poderes vai tentar dar um empurrãozinho à reconciliação entre Sansão e Dalila... Participação especial: São José Correia como Dalila                                                                                                   |              |                                        |                      |                                                          |                         |
| 51 | 25           | "Três Homens, um Bébé… e uma Bruxa!!!" | António Figueirinhas | Mariana Esteves e Henrique Oliveira                      | 26 de fevereiro de 2006 |
| Quando Alberto pensa que vai ter um dia calmo em sua casa a ver um jogo do Benfica na televisão, na companhia de Acácio e do seu amigo Joca, o aparecimento súbito de um bebé vai estragar-lhe os planos. A confusão é grande e Alberto e Acácio vêm-se então obrigados a tomar conta do bebé, algo para o qual não estão minimamente preparados. Será que este é mais um dos planos maquiavélicos de Elvira contra o seu genro? Participação especial: Vítor Pinto como Joca |              |                                        |                      |                                                          |                         |
| 52 | 26           | "A Quinta Dimensão"                    | António Figueirinhas | Paulo da Rosária e Henrique Oliveira                     | 4 de março de 2006      |
| Alberto recebe na produtora o famoso Dr. Kramer, um especialista sobre as maneiras de aceder à 5ª Dimensão através dos Buracos Negros, que irá contar as suas descobertas ao "Ver p'ra Crer". Tendo conhecimento desta visita, Elvira faz com que Alberto fique preso na 5ª Dimensão, saindo assim da vida de Amanda para sempre. Participação especial: António Marques como Prof. Kramer |              |                                        |                      |                                                          |                         |